# Skathi (maan)
Skathi is een natuurlijke satelliet van Saturnus. De maan is ook wel bekend als Saturnus XXVII of S/2000 S8. De maan werd in 2000 door Brett J. Gladman et al. ontdekt.
Skathi is 8.0 km in doorsnee. Hij zou gevormd zijn van stukken van de maan Phoebe.
Skathi is genoemd naar Skaði, een reuzin uit de Noorse Mythologie.